# San Miguel Tecuiciapan
San Miguel Tecuiciapan es una localidad del estado mexicano de Guerrero. Es parte del municipio de Tepecoacuilco de Trujano.

## Toponimia
El nombre «San Miguel» hace referencia al santo patrono de la localidad: Miguel Arcángel. El nombre «Tecuiciapan» proviene de los términos en náhuatl: tecuixin, lagarto; apan, río. Su significado es «En el río de los lagartos».

## Demografía
| Gráfica de evolución demográfica |
|                                  |

| Censo | Población |
| ----- | --------- |
| 1930  | 808       |
| 1940  | —         |
| 1950  | 1 006     |
| 1960  | 1 260     |
| 1970  | 1 181     |
| 1980  | 1 382     |
| 1990  | 2 245     |
| 2000  | 1 962     |
| 2010  | 1 574     |
| 2020  | 1 478     |